# Białystok WidziMisie
Białystok WidziMisie – miejski szlak turystyczny w Białymstoku, na który składa się 16 brązowych rzeźb plenerowych przedstawiających niedźwiadki o charakterystycznych cechach związanych z daną lokalizacją. Pomysł nawiązuje do popularnego stereotypu, że po ulicach Białegostoku spacerują niedźwiedzie. 

## Historia
Projekt Białystok WidziMisie został zgłoszony do Budżetu Obywatelskiego 2018 z inicjatywy Łukasza Leoniuka. Na projekt zagłosowało 630 osób. W otwartym konkursie na opracowanie projektu figurek zwyciężył Damian Kucaba, absolwent Akademii Sztuk Pięknych im. Jana Matejki w Krakowie. W grudniu 2021 r. zainstalowano pierwsze 8 rzeźb misiów: Bluesmana, Ursido (w jęz. esperanto: niedźwiadek), Aktora, Studenta, Misia pchającego kulę, Hetmanową, Hetmana oraz Świętego Mikołaja. Koszt realizacji projektu wyniósł 82 tys. zł.
W ramach Budżetu Obywatelskiego 2023 prawie 7 tys. białostoczan zagłosowało za projektem wykonania kolejnych rzeźb. W czerwcu 2024 r. szlak powiększył się o kolejnych 8 misiów: Rzeźbiarza, Kinomana, Handlarza, Misia Bojarskiego, Króla Chanajek, Strażaka, Misia z marionetką i Kupidyna. Realizacja projektu kosztowała 108 tys. zł.

### Lista WidziMisiów
| Współrzędne                               | Imię                           | Adres                                   | Lokalizacja                                                                                   | Zdjęcie |
| ----------------------------------------- | ------------------------------ | --------------------------------------- | --------------------------------------------------------------------------------------------- | ------- |
| 53°08′01″N 23°09′42″E/53,133508 23,161761 | Miś Aktor                      | ul. H. Sienkiewicza 14                  | Przy bramie Akademii Teatralnej im. Aleksandra Zelwerowicza w Warszawie – Filii w Białymstoku |         |
| 53°07′52″N 23°09′31″E/53,131125 23,158531 | Miś Bluesman                   | Rynek Kościuszki 15b                    | Aleja Bluesa                                                                                  |         |
| 53°07′59″N 23°10′40″E/53,132925 23,177786 | Miś Bojarski                   | ul. Wiktorii 5                          | Przy Galerii im. Sleńdzińskich – Fotografia                                                   |         |
| 53°08′02″N 23°10′25″E/53,133825 23,173650 | Miś Handlarz                   | ul. Słonimska 2/1                       | Pod sklepem PSS Społem Bojary od strony ulicy Modlińskiej                                     |         |
| 53°07′51″N 23°10′01″E/53,130711 23,166836 | Miś Hetman                     | ul. A. Mickiewicza 2                    | Przy bocznej bramie dziedzińca wstępnego pałacu Branickich                                    |         |
| 53°07′45″N 23°09′42″E/53,129050 23,161689 | Miś Hetmanowa                  | ul. Akademicka                          | Na skrzyżowaniu alejek Bulwarów Kościałkowskiego                                              |         |
| 53°07′47″N 23°09′30″E/53,129825 23,158392 | Miś Kinoman                    | ul. Legionowa 5                         | Przy siedzibie Białostockiego Ośrodka Kultury – Kinie Forum                                   |         |
| 53°07′45″N 23°09′11″E/53,129283 23,153117 | Miś Król Chanajek              | ul. Młynowa 4                           | Pod barem Wodopojka na Rynku Siennym                                                          |         |
| 53°07′57″N 23°10′00″E/53,132531 23,166533 | Miś Kupidyn                    | ul. J. Kilińskiego 6                    | Przy pałacyku gościnnym Branickich                                                            |         |
| 53°07′52″N 23°09′03″E/53,131133 23,150950 | Miś Lalkarz (Miś z marionetką) | ul. K. Kalinowskiego 1                  | Alejka przy Białostockim Teatrze Lalek                                                        |         |
| 53°08′02″N 23°09′28″E/53,133753 23,157725 | Miś Pchający Kulę              | ul. Spółdzielcza 10                     | Chodnik naprzeciw skweru Pawła Bogdana Adamowicza                                             |         |
| 53°07′30″N 23°10′00″E/53,124928 23,166625 | Miś Rzeźbiarz                  | ul. Świętojańska 17                     | Przy ogrodzeniu Muzeum Rzeźby Alfonsa Karnego                                                 |         |
| 53°08′08″N 23°10′01″E/53,135619 23,166867 | Miś Strażak                    | ul. Warszawska 3                        | Chodnik pod Komendą Wojewódzką Państwowej Straży Pożarnej                                     |         |
| 53°07′52″N 23°09′17″E/53,131244 23,154633 | Miś Student                    | pl. Niezależnego Zrzeszenia Studentów 1 | Przy Wydziale Filologicznym Uniwersytetu w Białymstoku                                        |         |
| 53°08′05″N 23°09′39″E/53,134856 23,160883 | Miś Ursido                     | róg ul. Białej i L. Zamenhofa           | Naprzeciw miejsca, w którym stał dom rodzinny Ludwika Zamenhofa                               |         |
| 53°07′58″N 23°09′18″E/53,132728 23,154964 | Miś Święty Mikołaj             | skw. św. Konstantyna Wielkiego          | Przy ogrodzeniu soboru św. Mikołaja                                                           |         |